# Палмас
Палмас (порт. Palmas) — муниципалитет в Бразилии, столица штата Токантинс. Составная часть мезорегиона Восточный Токантинс. Входит в экономико-статистический микрорегион Порту-Насиунал. Население составляет  228 332 человека на 2010 год. Занимает площадь 2 218,943 км². Плотность населения — 102,90 чел./км².

## История
Спустя год после вычленения штата Токантинс из штата Гояс (согласно бразильской Конституции 1988 года) развернулось строительство Палмаса. 10 января 1989 года город Мирасема-ду-Токантинс назначен временной столицей нового штата. 12 февраля губернатор получает полномочия для изъятия земель, определённых под возведение столичного города, и 6 марта создана комиссия для регулирования всего строительства. 20 мая 1989 года на торжественном собрании около 10 тысяч человек, на месте площади Праса-дуз-Жирасойс, был заложен первый камень в основание города Палмаса. В тот же день первый губернатор Токантинса г-н Сикейра Кампус, управляя машиной для земляных работ, торжественно открыл строительство первого проспекта, в 2009 году получившего новое название — Авенида Говернадор Сикейра Кампус.
Закон о создании муниципального образования для Палмаса и о придании Палмасу столичных обязанностей окончательно утверждён 1 августа 1989 года. С 1 января 1990 года Палмас исполняет функцию столицы штата, хотя сначала многие служащие региональных структур власти оставались работать во временной столице (за 74 км от Палмаса), так как не хватало необходимых помещений в новой столице. Город стремительно рос, его население в 1991 году составляло около 25 тысяч человек.
Столица Токантинса была названа в честь местности Сан-Жуан-да-Палма (ныне соответствует муниципалитету Паранан), бывшей в 1809 году центром первого движения за отделение региона от Гояса, и дополнительно повлиял фактор большой насыщенности региона пальмами.
Первые планировочные решения выполнены архитекторами Луисом Фернанду Крувинелом Тейшейрой (Luiz Fernando Cruvinel Teixeira) и Валфреду Антунез-ди-Оливейра-Филью (Walfredo Antunes de Oliveira Filho).

## Демография
Согласно сведениям, собранным в ходе переписи 2010 г. Национальным институтом географии и статистики (IBGE), население муниципалитета составляет:
| Полное население                               | Полное население                               | Полное население                               | Полное население                               | 228 332 |
| ---------------------------------------------- | ---------------------------------------------- | ---------------------------------------------- | ---------------------------------------------- | ------- |
| в том числе:                                   | Городское население                            | 221 742                                        | Процент городского населения, %                | 97,11   |
|                                                | Сельское население                             | 6 590                                          | Процент сельского населения, %                 | 2,89    |
|                                                | Мужское население                              | 112 848                                        | Процент мужского населения, %                  | 49,42   |
|                                                | Женское население                              | 115 484                                        | Процент женского населения, %                  | 50,58   |
| Плотность населения, чел/км²                   | Плотность населения, чел/км²                   | Плотность населения, чел/км²                   | Плотность населения, чел/км²                   | 102,90  |
| Население муниципалитета в % к населению штата | Население муниципалитета в % к населению штата | Население муниципалитета в % к населению штата | Население муниципалитета в % к населению штата | 16,50   |

По данным оценки 2016 года население муниципалитета составляет 272 726 жителей.

## Статистика
- Валовой внутренний продукт на 2005 составляет 1 733 265 000,00 реалов (данные: Бразильский институт географии и статистики).
- Валовой внутренний продукт на душу населения на 2005 составляет 8326,00 реалов (данные: Бразильский институт географии и статистики).
- Индекс развития человеческого потенциала на 2000 составляет 0,809 (данные: Программа развития ООН).

## География
Стоит на реке Токантинс. Климат местности тропический.

## Спорт
В городе базируется футбольный клуб «Токантинс».

## Важнейшие населенные пункты
| № | Населённый пункт | Населённый пункт (порт.) | Категория | Население чел. (2010) | На карте                        |
| - | ---------------- | ------------------------ | --------- | --------------------- | ------------------------------- |
| 1 | Палмас           | Palmas                   | город     | 217 341               | 10°11′11″ ю. ш. 48°19′47″ з. д. |
| 2 | Такарусу         | Taquaruçu                | поселок   | 3 718                 | 10°19′00″ ю. ш. 48°09′17″ з. д. |
| 3 | Буритирана       | Buritirana               | поселок   | 683                   | 10°15′03″ ю. ш. 47°53′09″ з. д. |
| 4 | Сан-Жуан         | São João                 | поселок   | н/д                   | 10°21′30″ ю. ш. 48°11′15″ з. д. |